# دنیای سینمایی هیولاها
دنیای سینمایی هیولاها (به انگلیسی: MonsterVerse) یک فرنچایز چندرسانه‌ای و دنیای خیالی سینمایی در ژانر هیولایی است که توسط لجندری پیکچرز و برادران وارنر خلق شده‌است. داستان این فیلم‌ها در دنیای گودزیلا و کینگ کونگ و سایر هیولاهای مرتبط با آن‌ها، مانند گیدورا شاه، مگا گودزیلا،ماتراو… جریان دارد. این سری در ابتدا با باز راه اندازی سری فیلم‌های گودزیلا در سال ۲۰۱۴ با گودزیلا آغاز شد و تا کنون چهار فیلم در این دنیا ساخته شده‌است. گودزیلا (فیلم ۲۰۱۴)، کونگ: جزیره جمجمه، گودزیلا: سلطان هیولاها (فیلم ۲۰۱۹) و گودزیلا در برابر کونگ چهار فیلم این دنیا هستند. این سری فیلم‌ها تا کنون مجموعاً ۱٫۶ میلیارد دلار در سراسر جهان فروش داشته‌است و عموماً نقدهای متوسطی از منتقدان دریافت کرده‌است.

## فیلم‌ها
| فیلم                           | تاریخ انتشار  | کارگردان         | فیلمنامه‌نویس(ها)                      | داستان                                 | تهیه‌کننده                                                                 |
| ------------------------------ | ------------- | ---------------- | ------------------------------------- | -------------------------------------- | ------------------------------------------------------------------------- |
| گودزیلا                        | ۱۶ مه ۲۰۱۴    | گرت ادواردز      | مکس بورنشتاین                         | دیوید کالاهام                          | توماس تال، جون جشنی، ماری پارنت و برایان راجرز                            |
| کونگ: جزیره جمجمه              | ۱۰ مارس ۲۰۱۷  | جردن ووگت-رابرتز | دن گیلروی، مکس بورنشتاین و درک کانولی | جان گاتینز                             | توماس تول، جان جاشنی، مری پارنت و الکس گارسیا                             |
| سلطان هیولاها                  | ۳۱ مه ۲۰۱۹    | مایکل دووگرتی    | مایکل دوگرتی و زک شیلدز               | مکس بورنشتاین، مایکل دوگرتی و زک شیلدز | توماس تول، جان جاشنی، مری پارنت، الکس گارسیا و برایان راجرز               |
| گودزیلا در برابر کونگ          | ۲۴ مارس ۲۰۲۱  | آدام وینگارد     | اریک پیرسون و مکس بورنشتاین           | تری روسیو، مایکل دوگرتی و زک شیلدز     | توماس تول، جان جاشنی، برایان راجرز، مری پارنت، الکس گارسیا و اریک مک لئود |
| گودزیلا و کونگ: امپراتوری جدید | ۱۲ آپریل ۲۰۲۴ | آدام وینگارد     | ن/م                                   | ن/م                                    | مری پارنت، الکس گارسیا، اریک مک لئود، توماس تول و جان جاشنی               |